# Музика позорнице
„Музика позорнице” је југословенска телевизијска серија снимљена 1976. године у продукцији Телевизије Београд.

## Улоге
| Глумац           | Улога        |
| ---------------- | ------------ |
| Милутин Бутковић | (1 еп. 1976) |
| Дара Џокић       | (1 еп. 1976) |
| Предраг Ејдус    | (1 еп. 1976) |
| Петар Краљ       | (1 еп. 1976) |
| Љиљана Крстић    | (1 еп. 1976) |
| Соња Лапатанов   | (1 еп. 1976) |
| Зоран Радмиловић | (1 еп. 1976) |
| Јелена Шантић    | (1 еп. 1976) |

Комплетна ТВ екипа ▼
| Редитељ              | Петар Теслић        | (1 еп. 1976)                            |
| Сценариста           | Петар Теслић        | (1 еп. 1976)                            |
| Сценариста           | Јохан Волфганг Гете | (1 еп. 1976)                            |
| Директор фотографије | Војислав Опсеница   | (непознат број епизода)                 |
| Монтажер             | Милада Рајшић       | (непознат број епизода)                 |
| Сценограф            | Ранко Маскарел      | (непознат број епизода)                 |
| Костимограф          | Надежда Перовић     | (непознат број епизода)                 |
| Музички одсек        | Гордана Ђурђевић    | музички сарадник(непознат број епизода) |
| Остала екипа         | Темира Покорни      | кореограф (непознат број епизода)       |